# 菊野克紀
菊野 克紀（きくの かつのり、1981年10月30日 - ）は、日本の男性総合格闘家、空手家。鹿児島県鹿児島市出身。株式会社KOKKI代表取締役社長。元DEEPライト級王者。初代巌流島全アジア武術選手権 優勝。

## 来歴
東谷山中学校・鹿児島県立鶴丸高校時代は柔道部に所属。高校3年の時にテレビで見たPRIDEに憧れ格闘家を志すことを決意。高校卒業後に竹隆光率いる極真会館（松井派）（現・ワールド極真会館）鹿児島県支部に入門、土木作業員のアルバイトで上京資金を貯めながら道場に通う。木山仁の指導を受けたことをきっかけに1年後内弟子となり空手修行を4年間行った。
2005年、23歳で上京し高阪剛主宰のALLIANCE-SQUAREに入門、本格的に総合格闘家として始動する。
2006年12月20日、DEEP 27 IMPACTでプロデビュー。長岡弘樹に判定勝ち。
2007年、古傷である膝の悪化により長期欠場し、約1年間治療とリハビリに専念した。
2009年2月20日、DEEP 40 IMPACTのライト級王座決定トーナメント1回戦でチョン・ブギョンにTKO勝ちを収めると、4月16日の決勝でも松本晃市郎にKO勝ちを収め王座獲得に成功した。
2009年7月20日、DREAM初出場となったDREAM.10でアンドレ・ジダと対戦。三日月蹴りからグラウンドに持ち込み、バックマウントパンチでTKO勝ち。
2009年10月25日、DREAM.12でエディ・アルバレスと対戦し、絞め技でアルバレスを極めかけ、打撃でも互角の展開だったが、2Rに肩固めで一本負けを喫した。
2010年3月22日、DREAM.13で弘中邦佳と対戦し、右フックでKO勝ちを収めた。
2010年7月10日、DREAM.15でJ.Z.カルバンと対戦し、1-2の僅差の判定負けを喫した。
2010年10月24日、DEEP 50 IMPACTのDEEPライト級タイトルマッチで挑戦者の帯谷信弘と対戦し、4-1の判定勝ちで王座の初防衛に成功した。
2011年5月29日、DREAM JAPAN GPで中村大介と対戦し、3-0の判定勝ちを収めた。
2011年8月26日、DEEP 55 IMPACTのDEEPライト級タイトルマッチで挑戦者の廣田瑞人と対戦し、0-5の判定負けを喫し王座から陥落した。
2011年12月31日、元気ですか!! 大晦日!! 2011で長島☆自演乙☆雄一郎とMIXルール（1Rはキックルール、2Rは総合格闘技ルール）で対戦し、2RにTKO勝ちを収めた。
2012年6月15日、DEEP 58 IMPACTで北岡悟と対戦し、0-3の判定負けを喫した。
2013年3月9日、U-SPIRITS againにてUWF系ルールで伊藤崇文と対戦し、開始29秒でTKO勝ち。

### UFC
2013年10月、ブログでUFCと契約したことを発表した。
2014年1月3日、UFC初出場となったUFC Fight Night: Saffiedine vs. Limでクイン・マルハーンと対戦し、3-0の判定勝ちを収めた。
2014年5月24日、UFC 173でトニー・ファーガソンと対戦し、1RKO負け。
2014年9月20日、フェザー級転向初戦となったUFC Fight Night: Hunt vs. Nelsonでサム・シシリアと対戦し、2Rにリアネイキッドチョークで一本勝ち。
2015年3月21日、ブラジルで開催されたUFC Fight Night: Maia vs. LaFlareでケヴィン・ソウザと対戦し、1RKO負け。
2015年9月27日、日本で開催されたUFC Fight Night: Barnett vs. Nelsonでディエゴ・ブランダオンと対戦し、1RTKO負け。
2016年4月、11年間所属していたALLIANCE-SQUAREを離れ、フリーとなった。
2016年6月、DEEP 76 IMPACTで大山釼呑助と対戦し、2R TKO勝利。
2016年7月、巌流島 WAY OF THE SAMURAI 公開検証 Finalに出場。クンタップ・チャンロンチャイと対戦し、1R4秒で一本勝ち。
2016年10月、巌流島 全アジア武術選手権大会2016に出場。決勝で小見川道大に勝利し優勝。
2017年1月、巌流島 世界武術団体対抗戦 2017 in MAIHAMAに日本代表の大将として出場。UFCでKO負けを喫していたケヴィン・ソウザに1R一本勝ち。リベンジを果たした。
2017年10月29日に全日本テコンドー選手権東日本地区大会の80kg級で優勝し、2018年1月21日の全日本テコンドー選手権大会でも準優勝を果たし強化指定選手に選ばれた。

## 人物・エピソード
- 極真カラテ仕込みの打撃と柔道で培った身体バランスでサンチンで構え、三日月蹴りを得意とする[5]。
- 入場時と選手コール時に、空手の形を披露するのが定番となっている。
- 自身をマネジメントするKOKKIという会社の社長でもあり、講演会活動も行なっている。
- 株式会社西原商会が販売した芋焼酎「夢の一撃」のテレビCMに出演したことがある。

## 戦績

### プロ総合格闘技
| 総合格闘技 戦績 | 総合格闘技 戦績 | 総合格闘技 戦績 | 総合格闘技 戦績 | 総合格闘技 戦績 | 総合格闘技 戦績 | 総合格闘技 戦績 |
| --------------- | --------------- | --------------- | --------------- | --------------- | --------------- | --------------- |
| 27 試合         | (T)KO           | 一本            | 判定            | その他          | 引き分け        | 無効試合        |
| 20 勝           | 10              | 2               | 8               | 0               | 0               | 0               |
| 7 敗            | 3               | 1               | 3               | 0               | 0               | 0               |

| 勝敗 | 対戦相手               | 試合結果                            | 大会名                                                         | 開催年月日     |
| ○    | 大山釼呑助             | 2R 4:46 TKO（グラウンドパンチ）     | DEEP 76 IMPACT                                                 | 2016年6月26日  |
| ×    | ディエゴ・ブランダオン | 1R 0:28 TKO（パウンド）             | UFC Fight Night: Barnett vs. Nelson                            | 2015年9月27日  |
| ×    | ケビン・ソウザ         | 1R 1:31 KO（右ストレート）          | UFC Fight Night: Maia vs. LaFlare                              | 2015年3月21日  |
| ○    | サム・シシリア         | 2R 1:38 リアネイキドチョーク        | UFC Fight Night: Hunt vs. Nelson                               | 2014年9月20日  |
| ×    | トニー・ファーガソン   | 1R 4:06 KO（右ストレート）          | UFC 173: Barao vs. Dillashaw                                   | 2014年5月24日  |
| ○    | クイン・マルハーン     | 5分3R終了 判定3-0                   | UFC Fight Night: Saffiedine vs. Lim                            | 2014年1月3日   |
| ○    | イ・ヨンジェ           | 1R 4:12 チョークスリーパー          | DEEP 63 IMPACT                                                 | 2013年8月26日  |
| ○    | 中尾受太郎             | 1R 1:07 KO（左フック）              | DEEP CAGE IMPACT 2013 in KORAKUEN HALL                         | 2013年6月15日  |
| ○    | 伊藤崇文               | 1R 0:29 TKO（左掌底）               | U-SPIRITS again                                                | 2013年3月9日   |
| ○    | LUIZ                   | 1R 0:08 KO（左フック）              | DEEP CAGE IMPACT 2012 in TOKYO 2nd ROUND                       | 2012年12月8日  |
| ○    | 岸本泰昭               | 5分3R終了 判定3-0                   | DEEP 60 IMPACT                                                 | 2012年10月19日 |
| ×    | 北岡悟                 | 5分3R終了 判定0-3                   | DEEP 58 IMPACT                                                 | 2012年6月15日  |
| ○    | イ・グァンヒ           | 1R 4:59 KO（右フック）              | DEEP CAGE IMPACT 2011 in TOKYO                                 | 2011年10月30日 |
| ×    | 廣田瑞人               | 5分3R終了 判定0-5                   | DEEP 55 IMPACT 【DEEPライト級タイトルマッチ】                  | 2011年8月26日  |
| ○    | 中村大介               | 2R（10分/5分）終了 判定3-0          | DREAM JAPAN GP -2011バンタム級日本トーナメント-                | 2011年5月29日  |
| ○    | 帯谷信弘               | 5分3R終了 判定4-1                   | DEEP 50 IMPACT 〜10年目の奇跡〜 【DEEPライト級タイトルマッチ】 | 2010年10月24日 |
| ×    | J.Z.カルバン           | 2R（10分/5分）終了 判定1-2          | DREAM.15                                                       | 2010年7月10日  |
| ○    | 弘中邦佳               | 1R 1:26 KO（右フック）              | DREAM.13                                                       | 2010年3月22日  |
| ×    | エディ・アルバレス     | 2R 3:42 肩固め                      | DREAM.12                                                       | 2009年10月25日 |
| ○    | アンドレ・ジダ         | 1R 3:47 TKO（バックマウントパンチ） | DREAM.10 ウェルター級グランプリ2009 決勝戦                     | 2009年7月20日  |
| ○    | 松本晃市郎             | 1R 4:32 KO（右フック）              | DEEP 41 IMPACT 【ライト級王者決定トーナメント 決勝】           | 2009年4月16日  |
| ○    | チョン・ブギョン       | 1R 4:15 TKO（サッカーボールキック） | DEEP 40 IMPACT 【ライト級王者決定トーナメント 1回戦】          | 2009年2月20日  |
| ○    | キム・ジャンヨン       | 5分2R終了 判定3-0                   | DEEP 39 IMPACT                                                 | 2008年12月10日 |
| ○    | Barbaro44              | 2R 2:34 TKO（パウンド）             | DEEP 37 IMPACT                                                 | 2008年8月17日  |
| ○    | 井上誠午               | 5分2R終了 判定3-0                   | DEEP 35 IMPACT                                                 | 2008年5月19日  |
| ○    | 上小園琢大             | 5分2R終了 判定2-0                   | DEEP 29 IMPACT                                                 | 2007年4月13日  |
| ○    | 長岡弘樹               | 5分2R終了 判定2-0                   | DEEP 27 IMPACT                                                 | 2006年12月20日 |

### アマチュア総合格闘技
| 勝敗 | 対戦相手 | 試合結果                         | 大会名                                                                                     | 開催年月日     |
| ○    | 野尻和樹 | 1R 0:59 TKO（グラウンドパンチ）  | BREAKING DOWN 1                                                                            | 2021年7月4日   |
| ○    | 小林裕   | 1R 3:26 チョークスリーパー       | DEEP 26 IMPACT                                                                             | 2006年10月10日 |
| △    | LUIZ     | 5分2R終了 時間切れ               | club DEEP 東京                                                                             | 2006年7月8日   |
| ○    | 小島一朗 | 1R 1:18 TKO（グラウンドパンチ）  | SWAT! 05                                                                                   | 2006年6月4日   |
| ×    | 田村幸成 | 5分2R終了 判定0-3                | DEEP 23 IMPACT 5周年大会 【フューチャーキングトーナメント 76kg以下級 決勝】                | 2006年2月5日   |
| ○    | 竹田誠志 | 1R 2:30 KO（パンチ）             | DEEPフューチャーキングトーナメント2005 【フューチャーキングトーナメント 76kg以下級 2回戦】 | 2005年12月25日 |
| ○    | 槌井仁基 | 1R終了時 TKO（ドクターストップ） | DEEPフューチャーキングトーナメント2005 【フューチャーキングトーナメント 76kg以下級 1回戦】 | 2005年12月25日 |
| △    | 近野淳平 | 5分1R終了 時間切れ               | ZST.8 旗揚げ3周年記念大会                                                                  | 2005年11月23日 |
| △    | 上原広誉 | 5分2R終了 判定0-1                | HYBRID FIGHT 2005                                                                          | 2005年5月22日  |

### プロキックボクシング
| 勝敗 | 対戦相手 | 試合結果       | 大会名                       | 開催年月日   |
| ×    | T-98     | 5R終了 判定0-3 | KNOCK OUT 2018 SURVIVAL DAYS | 2018年6月8日 |

### アマチュアキックボクシング
| 勝敗 | 対戦相手 | 試合結果 | 大会名                              | 開催年月日    |
| ○    | 阿部健寿 | 3R KO    | WORLD MUAY THAI FEDERATION OF JAPAN | 2006年8月27日 |

### ミックスルール
| 勝敗 | 対戦相手           | 試合結果                            | 大会名                                                                     | 開催年月日     |
| ○    | 長島☆自演乙☆雄一郎 | 2R 2:34 TKO（バックマウントパンチ） | 元気ですか!! 大晦日!! 2011 【MIXルール（1R キックルール/2R DREAMルール）】 | 2011年12月31日 |

### 異種格闘技
| 勝敗 | 対戦相手                     | 試合結果                       | 大会名                                                             | 開催年月日     |
| ○    | 小見川道大                   | 1R 0:52 KO（グラウンドパンチ） | 巌流島 OUT ENEMY 2018 in MAIHAMA－謹賀新年、宿敵同士の果たし合い－ | 2018年1月3日   |
| ○    | マーカス・レロ・アウレリオ   | 1R 1:52 TKO                    | 巌流島 ADAUCHI                                                     | 2017年9月2日   |
| ○    | ケヴィン・ソウザ             | 1R 1:59 KO                     | 巌流島 世界武術団体対抗戦 2017 in MAIHAMA 日本代表 vs 世界選抜     | 2017年1月3日   |
| ○    | 小見川道大                   | 2R 0:35 TKO                    | 巌流島 - 全アジア武術選手権大会2016 - 決勝                         | 2016年10月21日 |
| ○    | イゴール・ペルミン           | 3分5R終了 判定3-0              | 巌流島 - 全アジア武術選手権大会2016 - 準決勝                       | 2016年10月21日 |
| ○    | ハ・ウンピョ                 | 1R 2:13 KO                     | 巌流島 - 全アジア武術選手権大会2016 - 1回戦                        | 2016年10月21日 |
| ○    | クンタップ・チャンロンチャイ | 1R 0:04 KO（右フック）         | 巌流島 WAY OF THE SAMURAI 公開検証 Final                           | 2016年7月31日  |

## 獲得タイトル
高校柔道
- 鹿児島県大会 66kg級 優勝
- 九州大会 66kg級 3位

極真空手（松井派）
- 全九州大会 無差別級 優勝
- 全関西大会 無差別級 優勝

総合格闘
- 第5代DEEPライト級王座
- 初代巌流島全アジア武術選手権 優勝

テコンドー
- 第11回 全日本テコンドー選手権大会 準優勝
- 第11回 全日本テコンドー選手権大会 東日本地区大会 優勝